# غول کاردیف

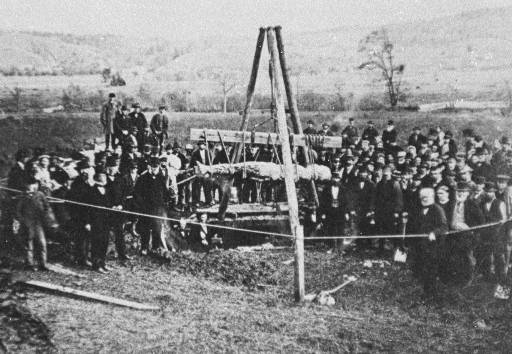
غول کاردیف در اکتبر ۱۸۶۹ نبش قبر شد.

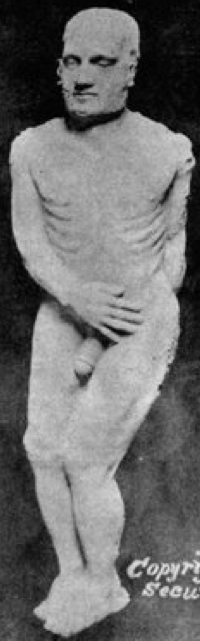
غول کاردیف در باستبل در سیراکوز، نیویورک، در حدود سال ۱۸۶۹ نمایش داده شد.

غول کاردیف یکی از معروفترین حقه‌ها در تاریخ آمریکا است. ارتفاع آن ۱۰ فوت (۳٫۰ متر) و ظاهراً شبیه «مردی متحجر» بود که در ۱۶ اکتبر ۱۸۶۹، توسط کارگران حفر چاه در کاردیف، نیویورک کشف شد. این مجسمه و یک کپی دیگری که توسط فینیاس تیلور بارنوم ساخته شده بود، هنوز در حال نمایش هستند. نسخه اصلی در حال حاضر در موزه کشاورزان در کوپرستون، نیویورک به نمایش گذاشته شده‌است.

## ساختن و کشف
این غول ساخته یک تنباکوفروش نیویورکی به نام جورج هال بود. او ملحد بود و پس از بحثی در مورد کتاب مقدس تصمیم به ساختن این غول گرفت. در کتاب مقدس در سفر پیدایش ۶:۴ به موجودات غول‌پیکری که زمانی روی زمین ساکن اشاره شده‌است.
هال در ابتدا چند نفر را استخدام کرد تا برایش یک بلوک سنگی از معدن سنگ گچ در فورت دوج، آیووا به طول ۱۰ فوت ۴٫۵ اینچ (۳٫۱۶۲ متر) استخراج کنند. او به آنها گفته بود که این سنگ را برای بنای یادبود آبراهام لینکلن در نیویورک نیاز دارد. سپس او این بلوک سنگی را به شیکاگو فرستاد و در آنجا یک سنگ‌تراش آلمانی را استخدام کرد تا آن را شبیه یک مرد بتراشد و او را به مخفی کاری سوگند یاد داد.
آنها با کمک اسید و لکه گذاری کاری کردند که تا این غول قدیمی و فرسوده به نظر برسد. در نوامبر ۱۹۸۶، هال غول را با راه‌آهن به مزرعه پسر عمویش، ویلیام نیول، منتقل کرد. تا آن زمان، او ۲,۶۰۰ دلار آمریکا (۵۷٬۰۰۰ دلار در ۲۰۲۵) برای این جعل خرج کرده بود.
نزدیک به یک سال بعد، نیوول دو نفر را به ظاهر برای حفر چاه استخدام می‌کند و آنها در ۱۶ اکتبر ۱۸۶۹ غول را پیدا می‌کنند. یکی از این مردان فریاد می‌زد: "یک سرخپوست پیر اینجا دفن شده‌است!"

## نمایش غول
نیوول بر فراز غول چادری برپا می‌کند از مردمی که خواهان دیدن غول بودند نفری ۰٫۲۵ دلار آمریکا (۵٫۵ دلار در ۲۰۲۵) دریافت می‌کند. او دو روز بعد قیمت را دو برابر می‌کند. این بار مردم بیشتری برای دیدن غول هجوم می‌آورند.
در نهایت، هال سهم خود را به ۲۳۰۰۰ دلار آمریکا (۵۳۲٬۲۶۸ دلار در ۲۰۲۵) به یک سندیکای پنج نفره می‌فروشد و آنها هم غول را برای نمایش به نیویورک منتقل می‌کنند. غول چنان جمعیتی را جذب کرد که فینیاس تیلور بارنوم ۵۰۰۰۰ دلار برای خریدن غول پیشنهاد می‌کند. وقتی سندیکا این پیشنهاد را رد می‌کند، او یک نمونه ای جعلی و دقیقاً مشابه از مجسمه می‌سازد و اعلام می‌دارد که غول اصل این است و غول کاردیف جعلی است. این امر باعث می‌شود که سندیکا از بارنوم شکایت کند.
در ۱۰ دسامبر ۱۸۶۹، هال همه داستان را برای خبرنگاران افشا می‌کند، و در ۲ فوریه ۱۸۷۰، هر دو غول به عنوان جعل در دادگاه معرفی می‌شوند. قاضی همچنین حکم می‌دهد که نمی‌توان از بارنوم به دلیل جعلی خواندن یک غول جعلی شکایت کرد.

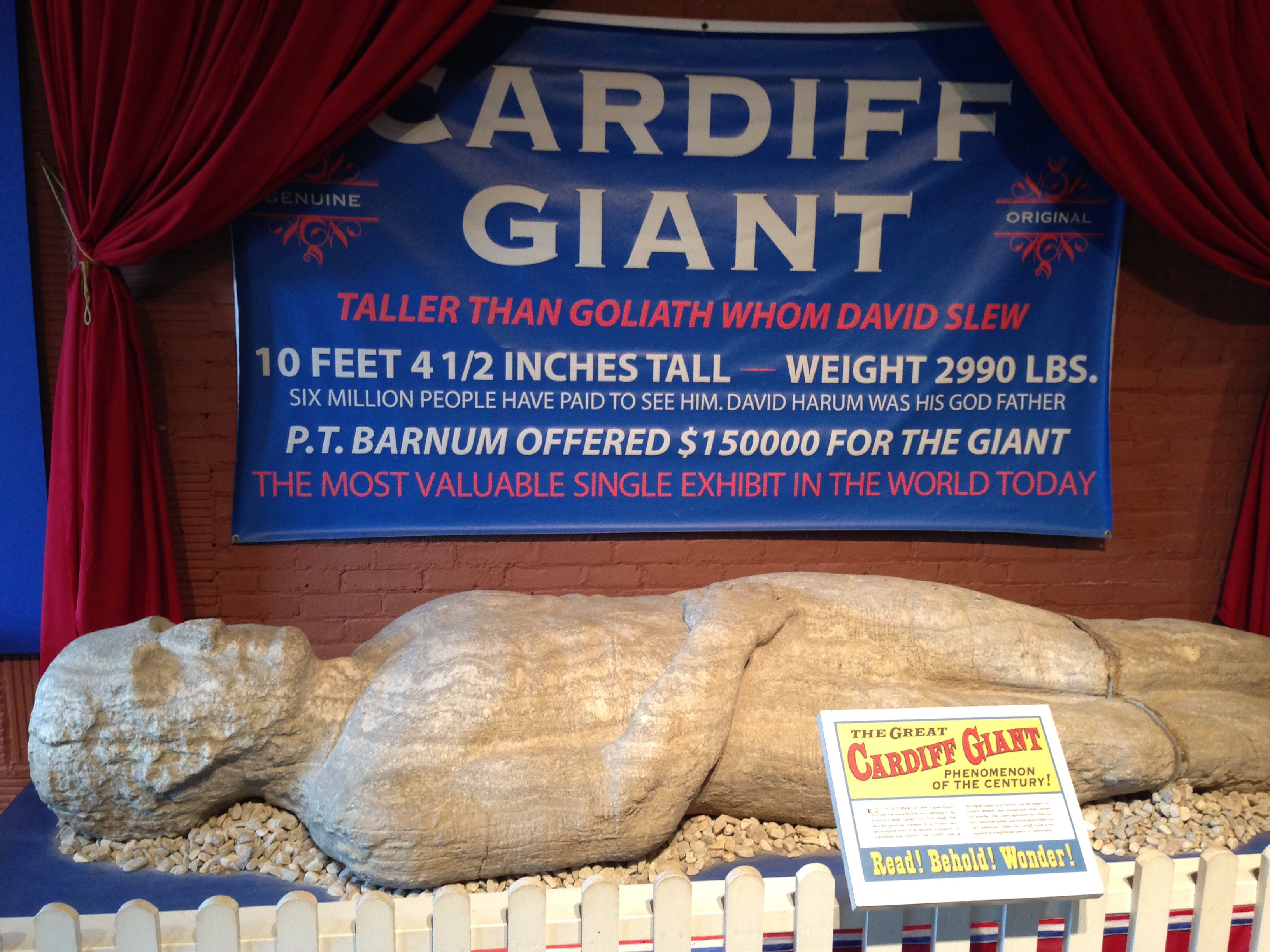
غول کاردیف در موزه کشاورزان

1. ↑  (Magnusson 2006)
2. ↑  "A Fossil Giant—Singular Discovery Near Syracuse". National Republican. Washington, D.C. October 20, 1869. p. 4. Retrieved January 29, 2021.
3. ↑  "An Alleged Revelation by Hull, the Giant Maker". Buffalo Express. December 13, 1869. p. 2. Retrieved January 29, 2021.